# 四坝镇
四坝镇，是中华人民共和国甘肃省武威市凉州区下辖的一个乡镇级行政单位。

## 行政区划
四坝镇下辖以下地区：
北仓村、寨子村、四坝村、前庄村、海湾村、三岔村和南仓村。